# II Общесибирский съезд Советов
II Общесибирский съезд Советов рабочих, солдатских и крестьянских депутатов — съезд представителей Советов рабочих, солдатских и крестьянских депутатов, состоявшийся 16-28 февраля 1918 года в Иркутске. На съезде присутствовало 202 делегата от 72 Советов, представлявшие 4 млн человек.

## История
Съезд подвел итоги борьбы за власть Советов в Сибири и принял программу дальнейшего управления Советской власти, был избран новый состав Центросибири из 46 членов и кандидатов (большевиков — 25, левых эсеров — 11, эсеров-максималистов — 4, анархистов — 4, социал-демократов интернационалистов — 2, после съезда были кооптированы ещё несколько человек), а также был избран Сибирский Совет народных комиссаров из 11 большевиков и 4 левых эсеров во главе с Борисом Шумяцким.
В то же время съезд допустил ошибку по вопросу о Брестском мире, что привело к конфликту с центром и сложению Б. Шумяцким своих полномочий. Съезд решил и военный вопрос, назначив С. Лазо командующими Забайкальским фронтом с предоставлением ему чрезвычайных полномочий.
Съезд принял следующие документы:
- Резолюции: по докладу Центросибири; по текущему моменту; о мире.
- Тезисы по культурно-просветительской деятельности (по докладу П. Ф. Парнякова)
- Тезисы доклада секции по организации отдела и промышленности при Совдепах (докладчик А. Гендлин)
- Резолюции продовольственной секции по созданию продотделов, распределению и обмену товаров, о хлебозаготовках и борьбе со спекуляцией
- Проект организации Красной армии и Красной гвардии Сибири (по докладу Н. Ершова)
- Тезисы по докладу юридической секции по созданию наркомата юстиции и его функциях (по докладу И. Постоловского)
- Проект организации отдела транспорта при Центросибири (доклад И. Белопольского)
- Тезисы по земельному вопросу (докладчик Д. Тананайко)
- Проект организации Советской власти в Сибири (по докладу Ф. Лыткина)[2]

Также стоит отметить, что фракции большевиков (123 делегата) и левых эсеров (53 делегата, на I съезде в октябре 1917 года их было 35 человек) стали основной силой на съезде, на съезде была создана фракция эсеров-максималистов из 6 человек, ослаблены позиции правых эсеров их осталось всего 7 человек (на I съезде в октябре 1917 года их было 50 человек).